# Serjania dura
Serjania dura är en kinesträdsväxtart som beskrevs av Ludwig Radlkofer. Serjania dura ingår i släktet Serjania och familjen kinesträdsväxter. Inga underarter finns listade i Catalogue of Life.